# Ahmed Hachani
Ahmed Hachani é um político tunísiano. Entre 2 de agosto de 2023 e 8 de agosto de 2024, foi o Primeiro-ministro da Tunísia.

## Início da vida
Hachani se formou na faculdade de direito da Universidade de Túnis. Ele então trabalhava no Banco Central da Tunísia.

## Carreira política
Em 1º de agosto de 2023, Hachani foi nomeado pelo presidente Kais Saied para formar o novo governo do país. Ele substituiu Najla Bouden Romdhane, que foi demitida naquele dia.